# Nauze (Viaur)
Die Nauze (französisch: Ruisseau de la Nauze) ist ein kleiner Fluss am Südwestrand des Zentralmassivs von Frankreich, der im Département Aveyron der Region Okzitanien südlich der Stadt Rodez verläuft.

## Geografie

### Verlauf
Die Nauze entspringt im nördlichen Gemeindegebiet von Manhac, knapp an der Bahnstrecke Castelnaudary–Rodez, verläuft mit einem Bogen über Ost generell Richtung Südsüdwest und mündet nach rund 16 Kilometern an der Gemeindegrenze von Camboulazet und Sainte-Juliette-sur-Viaur als rechter Nebenfluss in den Viaur.

### Orte am Fluss
(Reihenfolge in Fließrichtung)
- Montbétou, Gemeinde Manhac
- Lafon, Gemeinde Manhac
- Albespeyres, Gemeinde Calmont
- Calmont
- Les Combes des Garrigues, Gemeinde Manhac
- L’Hardy, Gemeinde Calmont
- Canitrot, Gemeinde Sainte-Juliette-sur-Viaur
- Pruns, Gemeinde Camboulazet